# Tim Breukers
Tim Gerard Johan Breukers (Oldenzaal, Países Bajos, 4 de noviembre de 1987) es un futbolista neerlandés. Juega de defensor.

## Trayectoria
Breukers debutó en la temporada 2007-08 de la Eredivisie, con el Heracles Almelo, temporada en la cual jugaría seis partidos. Breukers nunca marcó un gol aún en su carrera profesional.

## Clubes
| Club                 | País         | Año       |
| -------------------- | ------------ | --------- |
| Heracles Almelo      | Países Bajos | 2007-2012 |
| FC Twente            | Países Bajos | 2012      |
| Jong Twente (Cesión) | Países Bajos | 2013-2015 |
| Heracles Almelo      | Países Bajos | 2015-2021 |